# Walker, England
Walker är en stadsdel i Newcastle upon Tyne, i distriktet Newcastle upon Tyne, i grevskapet Tyne and Wear, i England. Ward hade 11 825 invånare år 2021. Walker var en civil parish från 1894 till 1974. Civil parish hade 32 346 invånare år 1951. Walker var ett distrikt från 1894 till 1904.